# Juan-Martín Aranguren
Juan-Martín Aranguren (* 7. Oktober 1983) ist ein ehemaliger argentinischer Tennisspieler.

## Karriere
Aranguren spielte zu Beginn seiner Karriere ausschließlich Turniere der drittklassigen ITF Future Tour. Dort konnte er 2004 seine ersten beiden Titel im Doppel feiern. Im November stand er erstmals im Hauptfeld der höher dotierten ATP Challenger Tour, verlor jedoch sowohl im Einzel als auch im Doppel seine Auftaktpartie. Er beendete das Jahr im Einzel in den Top 550, im Doppel stand er kurz vor dem Sprung in die Top 300 der Weltrangliste.
In den Folgejahren spielte er häufiger Challenger-Turniere, ohne zunächst im Doppel über das Halbfinale hinauszukommen. Auf der Future Tour gewann er 2005 seine ersten Titel im Einzel, während er auf der Challenger Tour erst 2006 sein erstes Viertelfinale erreichte. In Bukarest kam er im selben Jahr zu seinem Debüt auf der ATP World Tour. Nach überstandener Qualifikation traf er im Einzel in der ersten Runde auf den Zweitgesetzten Florent Serra, gegen den er mit nur einem Spielgewinn ausschied. Im Doppel verlor er an der Seite von Gustavo Marcaccio ebenfalls seine Auftaktpartie.
2008 nahm Aranguren an der Qualifikation der Australian Open teil, scheiterte aber wie in seinen anderen Versuchen bei Grand-Slam-Turnieren jeweils in der ersten Runde. Im Juni erreichte er in Sassuolo sein erstes Challengerfinale, das er an der Seite von Stefano Galvani gewann. Sie setzten sich gegen die spanische Paarung Rubén Ramírez Hidalgo und José Antonio Sánchez de Luna in drei Sätzen durch. Nach einer Finalniederlage in Mailand, konnte er in Aracaju mit Franco Ferreiro seinen zweiten Titel gewinnen. Durch diese Erfolge schaffte er zum Jahresende im Doppel den Sprung in die Top 200. Ein Jahr später konnte er an seine guten Leistungen anknüpfen. In der ersten Jahreshälfte gewann er einen weiteren Futuretitel im Einzel und drei im Doppel. Im August setzte er sich mit Diego Álvarez bei dem Challenger in Genf durch. In Como stand er in seinem einzigen Einzelfinale, das er gegen Oleksandr Dolhopolow verlor. Im September des Jahres erreichte er im Einzel mit dem 184. Rand und im Doppel mit dem 160. Rang jeweils seine Karrierehöchstwerte. Seinen letzten Titel gewann er in Lima. Mit seinem Partner Martín Alund besiegte er im Finale die chilenische Paarung Guillermo Rivera Aránguiz und Cristóbal Saavedra Corvalán in zwei Sätzen.
In Santiago de Chile gelang ihm 2010 nochmals die Qualifikation für ein Turnier der World Tour. Wie bei seinen übrigen Auftritten verlor er seine erste Partie und schied aus. In der Folgezeit gelang ihm auf der Challenger Tour nur noch selten der Einzug in ein Halbfinale, sodass er in der Weltrangliste immer weiter abrutschte. Auf der Challenger Tour musste er immer häufiger durch die Qualifikation, weshalb er wieder vermehrt auf der Future Tour aktiv war. Dort gewann er 2011 und 2012 noch zwei Einzel- und einen Doppeltitel, insgesamt sammelte er jeweils elf Futuretitel. Nach einer Viertelfinalniederlage bei einem Futureturnier in Italien beendete er im Mai 2013 seine aktive Profikarriere.

## Erfolge
| Legende (Anzahl der Siege)  |
| Grand Slam                  |
| ATP World Tour Finals       |
| ATP World Tour Masters 1000 |
| ATP World Tour 500          |
| ATP World Tour 250          |
| ATP Challenger Tour (4)     |

### Doppel

#### Turniersiege
| Nr. | Datum             | Turnier  | Belag | Partner         | Finalgegner                                           | Ergebnis         |
| --- | ----------------- | -------- | ----- | --------------- | ----------------------------------------------------- | ---------------- |
| 1.  | 7. Juni 2008      | Sassuolo | Sand  | Stefano Galvani | Rubén Ramírez Hidalgo José Antonio Sánchez de Luna    | 5:7, 6:2, [10:8] |
| 2.  | 3. Oktober 2008   | Aracaju  | Sand  | Franco Ferreiro | Thiago Alves João Souza                               | 6:4, 6:4         |
| 3.  | 23. August 2009   | Genf     | Sand  | Diego Álvarez   | Henri Laaksonen Philipp Oswald                        | 6:4, 4:6, [10:2] |
| 4.  | 21. November 2009 | Lima     | Sand  | Martín Alund    | Guillermo Rivera Aránguiz Cristóbal Saavedra Corvalán | 6:2, 7:64        |